# Dagmar Lassander
Dagmar Lassander, pe numele real Dagmar Regine Hader, (n. 16 iunie 1943, Praga, Protectoratul Boemiei și Moraviei) este o actriță germană.

## Biografie
Fiica unui francez și a unei femei germano-chiliană, a început să lucreze ca designer de costume, colaborând, printre altele, la Opera din Berlin. După ce a luat lecții de actorie de la Claus Holm, a obținut primul său rol în 1966 într-un film regizat de Will Tremper. Frumoasa actriță a fost distribuită apoi în roluri de femei seducătoare, iar din 1969 a început să devină cunoscută în cinematografia internațională, fiind solicitată să apară în special în filme italiene. În anii 1970 și 1980 a jucat într-un număr mare de filme erotice, polițiste și de groază, apărând, de asemenea, în Piedone africanul alături de Bud Spencer. Vocea ei a fost aproape întotdeauna dublată, putând fi ascultată totuși în filmul W la foca și în serialele de televiziune I ragazzi della 3ª C și I ragazzi del muretto.

## Filmografie

### Filme de cinema
- Sperrbezirk, regie: Will Tremper (1966)
- Il club degli assassini (Der Mörderclub von Brooklyn), regie: Werner Jacobs (1967)
- Straßenbekanntschaften auf St. Pauli, regie: Werner Klinger (1968)
- Andrée - l'esasperazione del desiderio nell'amore femminile, regie: Hans Schott-Schöbinger (1968)
- Quartett im Bett, regie: Ulrich Shamoni (1968)
- Femina ridens, regie: Piero Schivazappa (1969)
- Pelle su pelle, regie: Hans Schott-Schöbinger (1969)
- Un caso di coscienza, regie: Giovanni Grimaldi (1969)
- Il rosso segno della follia, regie: Mario Bava (1970)
- Le foto proibite di una signora per bene, regie: Luciano Ercoli (1970)
- Alibi nella luce rossa, regie: José Gutiérrez Maesso (1970)
- L'iguana dalla lingua di fuoco, regie: Riccardo Freda (1971)
- Guardami nuda, regie: Italo Alfaro (1972)
- Il consigliori, regie: Alberto De Martino (1973)
- Adolescenza perversa, regie: José Bénazéraf (1974)
- Basta con la guerra... facciamo l'amore, regie: Andrea Bianchi (1974)
- Una donna per sette bastardi, regie: Roberto Bianchi Montero (1974)
- La donna che violentò se stessa, regie: Roberto Bianchi Montero (1974)
- Verginità, regie: Marcello Andrei (1974)
- Il torcinaso - Quando il sangue diventa bollente, regie: Giancarlo Romitelli (1975)
- Peccati di gioventù, regie: Silvio Amadio (1975)
- Il vizio ha le calze nere, regie: Tano Cimarosa (1975)
- Lo stallone, regie: Tiziano Longo (1975)
- Frittata all'italiana, regie: Alfonso Brescia (1976)
- L'adolescente, regie: Alfonso Brescia (1976)
- La lupa mannara, regie: Rino Di Silvestro (1976)
- Il comune senso del pudore, regie: Alberto Sordi (1976)
- Gli amici di Nick Hezard, regie: Fernando Di Leo (1976)
- Emanuelle nera 2, regie: Bitto Albertini (1976)
- Classe mista, regie: Mariano Laurenti (1976)
- Atti impuri all'italiana, regie: Oscar Brazzi (1976)
- Puttana galera - Colpo grosso al penitenziario, regie: Gianfranco Piccioli (1976)
- Prima notte di nozze, regie: Corrado Prisco (1976)
- Corsarul negru, regie: Sergio Sollima (1976)
- Sfida sul fondo, regie: Melchiade Coletti (1976)
- Ritornano quelli della calibro 38, regie: Giuseppe Vari (1977)
- Niñas... al salón, regie: Vicente Escrivá (1977)
- I gabbiani volano basso, regie: Giorgio Cristallini (1978)
- Piedone africanul, regie: Steno (1978)
- Zucchero, miele e peperoncino, regie: Sergio Martino (1980)
- Black Cat (Gatto nero), regie: Lucio Fulci (1981)
- Quella villa accanto al cimitero, regie: Lucio Fulci (1981)
- W la foca, regie: Nando Cicero (1982)
- S.A.S. à San Salvador, regie: Raoul Coutard (1983)
- Occhio, malocchio, prezzemolo e finocchio, regie: Sergio Martino (1983)
- Delitto in Formula Uno, regie: Bruno Corbucci (1984)
- Shark - Rosso nell'oceano, regie: Lamberto Bava (1984)
- Il piacere, regie: Joe D'Amato (1985)
- Das Wunder, regie: Eckhardt Schmidt (1985)
- La famiglia, regie: Ettore Scola (1987)
- L'ingranaggio, regie: Silverio Blasi (1987)
- Topo Galileo, regie: Francesco Laudadio (1987)
- Tommaso, regie: Kim Rossi Stuart (2016)
- Due piccoli italiani, regie: Paolo Sassanelli (2018)

### Filme de televiziune
- Orgel und Raketen - film TV (1967)
- Zavrashtane ot Rim - serial TV (1977)
- I racconti fantastici di Edgar Allan Poe, regie: Daniele D'Anza - miniserial TV (1979)
- ...e la vita continua, regie: Dino Risi - film TV (1984)
- Aeroporto internazionale, regie: Enzo Tarquini - serial TV (1985)
- Affari di famiglia, regie: Marcello Fondato - film TV (1986)
- Caracatița 2, regie: Florestano Vancini - miniserial TV (1986)
- I ragazzi della 3ª C - serial TV (1987)
- Cerco l'amore, regie: Paolo Fondato - miniserial TV (1988)
- Passi d'amore, regie: Sergio Sollima (1989)
- I ragazzi del muretto - serial TV (1991)
- A cavallo della fortuna - serial TV (1994)

## Actrițe italiene care i-au dublat vocea
- Solvejg D'Assunta în Occhio, malocchio, prezzemolo e finocchio, Zucchero, miele e peperoncino
- Paila Pavese în Delitto in Formula Uno
- Rita Savagnone în Il corsaro nero, Classe mista
- Anna Teresa Eugeni în Peccati di gioventù
- Germana Dominici în Black Cat (Gatto nero)
- Maria Pia Di Meo în Quella villa accanto al cimitero
- Vittoria Febbi în Piedone l'africano

## Legături externe
- Dagmar Lassander la Internet Movie Database
- Dagmar Lassander, pe AllMovie, All Media Network.
- Dagmar Lassander, pe filmportal.de.
- en  Filmografia e foto dell'attrice.